# Боян Райнов
Боян Николаев Райнов е български скулптор и художник.

## Биография
Роден е на 22 февруари 1921 г. в София. Син е на писателя, философа и художника, академик Николай Райнов, и е брат на писателя Богомил Райнов. Завършва Художествената академия в София със специалност Стенопис.
През 1947 г. заминава за Франция и работи към българското посолството в Париж. Същата година се ражда дъщеря му Диана-Мария, а той открива изложба с рисунки към книгата на Пол Елюар „Красавиците и зверовете“, с предговор от Жан Кокто. Това е първата приятелски протегната ръка към него. 
През 1951 г. жена му Стела Райнова и дъщеря им Диана-Мария се връщат в България. Тогава агенти от Държавна сигурност отнемат паспорта му и парите и го оставят на улицата. През 1952 г. Стела и малката Диана се опитват отново да заминат за Франция, но тоталитарната власт, наложена от БКП, не позволява те да напуснат Народна република България. Диана-Мария вижда отново баща си едва през 1978 г., когато, вече 31-годишна и също е скулптор, се включва в екскурзия във Франция, организирана от СБХ. Срещата се осъществява в кафене в близост до Марсова поле. Преди това тя не е била пускана и не е поддържала връзки с баща си заради тоталния контрол над роднините на „невъзвръщенците“.
Той е почетен гражданин на градчето Антони, намиращо се на 13 км от центъра на Париж, където е било ателието му.
По случай 60-годишния му юбилей през 1982 г. във Франция е издадена пощенска марка с неговото произведение „Семейството“.
През 2023 г. м. януари излиза пъвия документално-биографичен роман за скулптора "Боян Райнов майстор на обичта". Автор е Тед Тодоров (Тодор Тодоров). През 2024 г. романът е преведен на френски език. Авторът на превода е ученикът от Френската гимназия Валери Данаилов Колев.
През 2025 г. излиза от печат и документално-биографичния роман за скулпора Стела Райнова (1919-2001), съпруга на Боян Райнов. Автор отново е Тед Тодоров.
Умира на 5 април 2005 г. в Париж.

## Творчество
Правил е скулптури от метал и от нов материал – полиестер с метални стружки и смоли, който имитира камък и може да се полира – от тази материя са повечето негови по-големи неща. Работил е и в бронз, олово и цинк.
До 1962 г. прави самостоятелни и излага в колективни изложби. През 1963 г. участва в „Изложбата на седемте тенденции на съвременната скулптура“ – представителна изложба на основните тенденции в европейската скулптура, наред с Жан Арп, Алберто Джакомети и др. Същата година получава Първа награда на Международната изложба на скулптурата в Монте Карло за произведението „Les Enlaces“ („Прегърнатите“).
Скулптурните му композиции „Приятелството между хората“ и „Градът“ са поставени на площади в предградия на Париж, а композицията „Хората и машините“ се намира в двора на техническия лицей в Шатене-Малабри – друго парижко предградие. Неговата скулптура „Пробуждане“ е монтирана на паркинга на борсата в самия център на френската столица. 

## Родословие
|  |  |  |  |  |  |                              |                              |                              |                              |                              |                              |                              |                              | Иван Райнов (1860 – 1944)    |                              |                           |                           |                            |                            |                            |                            |                            |                            |  |  |  |  |  |  |  |  |  |  |  |  |  |  |  |  |  |  |  |  |  |  |  |  |
|  |  |  |  |  |  |                              |                              |                              |                              |                              |                              |                              |                              |                              |                              |                           |                           |                            |                            |                            |                            |                            |                            |  |  |  |  |  |  |  |  |  |  |  |  |  |  |  |  |  |  |  |  |  |  |  |  |
|  |  |  |  |  |  |                              |                              |                              |                              |                              |                              |                              |                              |                              |                              |                           |                           |                            |                            |                            |                            |                            |                            |  |  |  |  |  |  |  |  |  |  |  |  |  |  |  |  |  |  |  |  |  |  |  |  |
|  |  |  |  |  |  |                              |                              |                              |                              | Николай Райнов (1889 – 1954) | Николай Райнов (1889 – 1954) | Николай Райнов (1889 – 1954) | Николай Райнов (1889 – 1954) | Николай Райнов (1889 – 1954) | Николай Райнов (1889 – 1954) |                           |                           | Стоян Райнов (1894 – 1978) | Стоян Райнов (1894 – 1978) | Стоян Райнов (1894 – 1978) | Стоян Райнов (1894 – 1978) | Стоян Райнов (1894 – 1978) | Стоян Райнов (1894 – 1978) |  |  |  |  |  |  |  |  |  |  |  |  |  |  |  |  |  |  |  |  |  |  |  |  |
|  |  |  |  |  |  |                              |                              |                              |                              | Николай Райнов (1889 – 1954) | Николай Райнов (1889 – 1954) | Николай Райнов (1889 – 1954) | Николай Райнов (1889 – 1954) | Николай Райнов (1889 – 1954) | Николай Райнов (1889 – 1954) |                           |                           | Стоян Райнов (1894 – 1978) | Стоян Райнов (1894 – 1978) | Стоян Райнов (1894 – 1978) | Стоян Райнов (1894 – 1978) | Стоян Райнов (1894 – 1978) | Стоян Райнов (1894 – 1978) |  |  |  |  |  |  |  |  |  |  |  |  |  |  |  |  |  |  |  |  |  |  |  |  |
|  |  |  |  |  |  |                              |                              |                              |                              |                              |                              |                              |                              |                              |                              |                           |                           |                            |                            |                            |                            |                            |                            |  |  |  |  |  |  |  |  |  |  |  |  |  |  |  |  |  |  |  |  |  |  |  |  |
|  |  |  |  |  |  | Богомил Райнов (1919 – 2007) | Богомил Райнов (1919 – 2007) | Богомил Райнов (1919 – 2007) | Богомил Райнов (1919 – 2007) | Богомил Райнов (1919 – 2007) | Богомил Райнов (1919 – 2007) |                              |                              | Боян Райнов (1921 – 2005)    | Боян Райнов (1921 – 2005)    | Боян Райнов (1921 – 2005) | Боян Райнов (1921 – 2005) | Боян Райнов (1921 – 2005)  | Боян Райнов (1921 – 2005)  |                            |                            |                            |                            |  |  |  |  |  |  |  |  |  |  |  |  |  |  |  |  |  |  |  |  |  |  |  |  |